# Sinoxylon bellicosum
Sinoxylon bellicosum es una especie de escarabajo del género Sinoxylon, familia Bostrichidae. Fue descrita científicamente por Lesne en 1906.
Habita en Sudáfrica. Mide 6,5-7,0 milímetros de longitud.